# Maria Geoffroy
Maria Geoffroy (en francès: Marie Geoffroy; Queixàs, 8 de juny del 1998) és una remadora nord-catalana que forma part de l'equip Perpignan Aviron 66. Va guanyar la medalla d'or del campionat de França de rem de la seva categoria a Mâcon, l'1 de juliol de 2012.
La victòria de Geoffroy, que celebrà amb una estelada, tingué una notable repercussió en diversos mitjans de comunicació catalans.
Aquesta alumna de la Bressola ja va ser campiona de França el 2011 en 4XMF. També fou campiona de la regió Llenguadoc-Rosselló el 2009 i el 2010 en 1XBF, el 2011 en 2XMF i en 4XMF.
El seu germà, Francesc, va ser campió de França de rem el 2009.